# B2E
Business-to-Employee (B2E), vertente de B2C e B2B, é uma modalidade de marketing voltado para dentro das organizações, onde o advento Internet e Intranet dá aos colaboradores a mesma agilidade de acesso à informação que dá aos compradores. Ainda em fase embrionária, esse conceito se traduz, atualmente, em e-Recruitment e e-Learning.
A tradução literal seria "Negócio com o colaborador" e remete ao trabalho da informação interna de maneira estratégica, desde sua elaboração, disponibilização e atualização, inserida no contexto e no plano de Marketing interno.